# Giuseppe Betori
Giuseppe Betori (Foligno, 25 februari 1947) is een Italiaans geestelijke en een kardinaal van de Rooms-Katholieke Kerk.
Betori studeerde aan de Pauselijke Universiteit Gregoriana en promoveerde op een exegetisch onderwerp aan het Pauselijk Bijbelinstituut. Hij werd op 26 september 1970 tot priester gewijd. Hij was hoogleraar Bijbelexegese aan het Theologisch Instituut in Assisi, waar hij ook decaan werd. Ook was hij enige tijd ondersecretaris van de Italiaanse bisschoppenconferentie.
Op 5 april 2001 werd Betori benoemd tot secretaris-generaal van diezelfde conferentie, en tot titulair bisschop van Falerone. Zijn bisschopswijding vond plaats op 6 mei 2001. Hij werd in 2006 herbenoemd als secretaris-generaal. In die hoedanigheid verzorgde hij enkele catecheses tijdens de Wereldjongerendagen in Sydney in de zomer van 2008.
Op 8 september 2008 werd Betori benoemd tot aartsbisschop van Florence, als opvolger van Ennio Antonelli die tot voorzitter van de Pauselijke Raad voor het Gezin was benoemd.
Tijdens het consistorie van 18 februari 2012 werd Betori kardinaal gecreëerd, met de rang van kardinaal-priester. De San Marcello werd zijn titelkerk. Hij nam deel aan het conclaaf van 2013, waarin paus Franciscus werd gekozen.
Betori ging op 18 april 2024 met emeritaat.
- Bibliothèque nationale de France: cb12669086f (data)
- CiNii: DA10630774
- Gemeinsame Normdatei: 1049898478
- International Standard Name Identifier: 0000 0001 1033 1944
- Library of Congress Control Number: n82030082
- Nationale Bibliotheek van Israël: 987007275503505171
- Nederlandse Thesaurus van Auteursnamen: 068649916
- Istituto Centrale per il Catalogo Unico: CFIV025561
- Système universitaire de documentation: 160165792
- Virtual International Authority File: 115499405
- WorldCat: E39PBJqbmvGhJCmKrG6XKMJv73